# Biscaí
El dialecte biscaí (bizkaiera o Bizkaiko euskerea en èuscar) o occidental (mendebaldekoa en èuscar) és un dialecte (euskalki en èuscar) de la llengua basca parlat a Biscaia i a part de Guipúscoa i Àlaba. Com el dialecte suletí són dels més allunyats de l'èuscar estàndard (batua).
La institució que regula la llengua basca, Euskaltzaindia ha elaborat una norma per al biscaí escrit que se centra sobretot en la morfosintaxi. D'acord amb l'estudi realitzat per Yrizar el 1970 aquest dialecte el parlaven unes 200.000 persones que en els anys 80 ja serien 300.000.
El biscaí, malgrat que la llengua oficial (tant a la Comunitat autònoma basca com a Navarra) és el batua, se segueix emprant en períodics, emissions de ràdio, televisions locals i en certes obres literàries.

## Història
Els límits del dialecte biscaí es corresponen amb la tribu prerromana dels caristis.
Hi va haver un moviment anomenat per Koldo Mitxelena com hiperbiscaí (Hiperbizkaiera) en el segle xix i principis del XX que propugnava diferenciar el màxim possible aquest dialecte de la resta de dialectes bascos i que per tant actuava com a fre de l'estandardització lingüística que finalment es va produir el 1968.
Sabino Arana emprà el dialecte biscaí en les seves obres i per formar els neologismes per això avui encara en el Partit Nacionalista Basc hi ha l'Euzkadi Buru Batzar (reunió principal d'Euzkadi) essent Batzar la paraula biscaina per reunió. També el nom de dona "Edurne" deriva de la paraula biscaina per referir-se a la neu "Edur" (Elurr en batua) 

## Literatura
- Les balades recollides per Esteban Garibay (1533-1599) són els primers testimonis del dialecte biscaí.
- En el segle xix les obres de Juan Antonio Moguel, Pedro Antonio Añibarroi Txomin Agirre
- En el segle XX Eusebio Erkiaga

## Fonologia
- En moltes paraules la "U" en comptes de la "I" de l'estàndard : hUri/hiri, hUrUn/hirin, Ule/ile, Urten/erten/irten, Uger egin/igeri egin, Uzen/izen...

- Quan la paraula acaba en a i s'afegeix l'article (a): -a + a > -ea. Neska + a > neskea (noia).

- Les sibilants es redueixen: s,z > s i tz, ts > tz.

- En moltes paraules que en els altres dialectes tenen una "E" passen a tenir una "A": bArri vs. berri (nou), andrA vs. andre (senyora).

- K > G: erabaGia vs. erabakia, jaGi vs. jaiki.

- ITZ > ITX (a vegades ITT): (h)aritz > areTX, (h)aitz > aTX, gaitz > gaTX.

- IZ > IX: (h)aize > aXe, gaizean > goXean, eleiza > eleXa.

## Vocabulari biscaí comparat amb l'estàndard

El dialecte biscaí i els altres dialectes bascos

En general el vocabulari del biscaí està més romanitzat que la resta de dialectes. Són diferents, entre altres termes, les dels dies de la setmana i la dels mesos de l'any.
- abade: apaiz (abat).
- agorril: abuztu (agost).
- aitite/aittitte/aitxitxe: aitona (avi).
- amaitu/ama(i)txu: bukatu (acabar).
- amama: amona (àvia).
- amata(t)u: itzali (amagar).
- bagil: ekain (juny).
- baltz: beltz (negre).
- bariku: ostiral (divendres).
- baso: mendi (muntanya).
- batzar: bilera (reunió).
- berba: hitz (paraula).
- berakatz: baratxuri (all).
- domeka: igande (diumenge).
- ederto: ederki (magnífic).
- edur: elur (neu).
- eguazten: asteazken (dimecres).
- eguen: ostegun (dijous).
- erdu: etorri (imperatiu) (vine).
- garagarril: uztail (juliol).
- gitxi: gutxi (poc).